# عبد القادر بلبشير
عبد القادر بلبشير هو فنان تشكيلي وخطاط مغربي من مواليد مدينة وجدة في 7 يناير 1982، ويُقيم بمدينة تاوريرت.
اشتهر داخل المغرب، بعد إنجازه ورسمه أضخم «بورتريه» للملك محمد السادس وولي عهده الحسن بن محمد بالزي التقليدي المغربي الأصيل، حيث بلغ طوله 15 مترا وعرضه 10 أمتار.

## مسيرته
ظهرت موهبته الفنية في مسلك الإعدادي والثانوي، خلال حصص الفنون التشكيلية. فقام بأول معرض له سنة 1997 في مدينة السعيدية وهو لايتجاوز آنداك 15 سنة من عمره. وبعد ذلك صقل موهبته وأصبح كل سنة يقوم بأكثر من ثلاث معارض سنويا داخل المغرب وخارجه.
لم يلج عبد القادر بلبشير معهدا للتكوين الأكاديمي، بل اعتمد على موهبته وطورها بمجهود شخصي مطلعا على تاريخ الفن والكتب المتخصصة، له عدة ورشات، ويترأس جمعية «الفتح» للفنون التشكيلية في مدينة وجدة.
بين 19 أبريل و4 ماي 2019، عرض آخر أعماله الفنية برواق الفنون باب لكبير، لوداية بالعاصمة الرباط. كما سبق أن عرض لوحاته بمدينة وجدة في عدة مناسبات.
قام بلبشير بعدة مبادرات لتكريم بعض الوجوه البارزة في المغرب من خلال رسم بورتريهات لهم، كالفنان الدوزي والفنانة أسماء المنور، كما رسم بورتريه للاعب الدولي المغربي نور الدين أمرابط، أثناء تواجده بمدينة وجدة خلال مباراة المنتخب المغربي والمنتخب الليبي في أكتوبر 2019.
في 2020، قام بمبادرة تزيين مجموعة من المرافق العمومية والمساحات الخضراء في مدينة تاوريرت، متطوعا برفقة تلامذته الذين يدرسون في المعهد الفني، الذي أنشأه سنة 2016. وهي فرصة حسب بلبشير لتطبيق تلامذته ما تعلموه في رحاب دار الفنان من دروس فنية وتشكيلية، حاملين رسالة وشعار وطني: «اتركوا الساحات والأماكن العمومية للفنانين».